# Charitopes brevis
Charitopes brevis là một loài tò vò trong họ Ichneumonidae.